# Klingendal
Het Klingendal of de Clingendalgrub is een droogdal in Nederlands Zuid-Limburg in de gemeente Gulpen-Wittem. Het dal ligt ten zuidwesten van Gulpen en Euverem, ten westen van Billinghuizen, ten noordoosten van Terlinden en ten zuidoosten van Reijmerstok. Het Klingendal ligt in de oostelijke rand van het Plateau van Margraten in de overgang naar het Gulpdal. Ongeveer een kilometer naar het noorden ligt de Vosgrub. Aan de overzijde van het Gulpdal ligt het Pesakerdal.
Het dal strekt zich uit van de Beutenakerweg in het zuidwesten tot aan de monding in het Gulpdal bij de Groenendalsbergweg bij Euverem in het noordoosten. Door het dal loopt de Jasperhofmolenweg. Op de hellingen van het dal liggen enkele hellingbossen.
Ten zuiden van het droogdal ligt een heuvelrug, inclusief de Elseberg, die het dal scheidt van het Gulpdal. Ten noorden van het droogdal ligt een heuvelrug die het dal van de Vosgrub scheidt.

## Geologie
In de Vosgrub komt kalksteen van de Formatie van Gulpen dicht aan het oppervlak. Boven het kalksteenpakket liggen de afzettingen uit het Laagpakket van Simpelveld bestaande uit zand en Maasgrind dat hier door de Oostmaas/Westmaas werden afgezet. Daar bovenop werd löss afgezet uit het Laagpakket van Schimmert.